# Verenigd Verzet 1940-1945
Verenigd Verzet 1940-1945 was een Nederlandse vereniging van voormalig verzetsstrijders, ex-politieke gevangenen en nabestaanden, nauw verwant aan de Communistische Partij van Nederland. De vereniging werd opgericht in 1950, nadat communistische leden vanaf 1948 niet langer welkom waren bij de Nederlandse Vereniging van Ex-Politieke Gevangenen (Expogé) vanwege de communistische machtsovername in Tsjechoslowakije. Op 7 januari 1950 volgde de eerste Werkconferentie van Verenigd Verzet 1940-1945. De vereniging publiceerde vanaf 1950 het blad De stem van het verzet, dat verscheen tot 2004.
De verzetsstrijder Jan Brasser was jarenlang voorzitter. De vereniging was aangesloten bij de Internationale Federatie van Oud-verzetsstrijders (FIR).